# 田口尚平
田口 尚平（たぐち しょうへい、1991年8月22日 - ）は、フリーアナウンサー、経営者。元テレビ東京アナウンサー。

## 来歴
神奈川県横浜市出身。2010年、法政大学法学部に入学。在学中にはフィリピンのセブ島に3ヶ月間、アメリカに9ヶ月間留学した。
在京キー局のアナウンサー採用試験は1社を除いて最終試験に残ったが、最終的に大学卒業後の2015年4月、テレビ東京にアナウンサーとして入社。研修期間を経て、同年7月3日放送の『7スタライブ』から本格的にテレビ出演を開始した。なお、法政大学の同期に日本テレビアナウンサーの平松修造がいる。
卓球、競馬、柔道などの実況中継を担当するスポーツアナウンサーだったが、2018年5月『勇者ああああ』出演を契機としてオタクとしての認知が広まった。
2018年12月、ウェブメディアを活用したテレビ東京のeスポーツプロジェクト「TOKYO eSPORTS HIGH!」に主要メンバーとして参加することが発表された。「全国小学生スマブラ大会」「ドラゴンクエスト ライバルズ 公式全国大会 勇者杯」などの実況を務める。
『大乱闘スマッシュブラザーズ SPECIAL』でのプリン対プリンという名勝負動画に実況をつけた動画が、Twitter上で大きな注目を浴びた。
2020年3月19日に動画配信サービス「note」にて、3月31日付でテレビ東京を退社することを発表。退職後は経営管理学修士（MBA）取得を目指すべく早稲田大学ビジネススクールに入学して勉学に励むと共に、自らが得意分野と公言する“オタクカルチャー”道を極めるべく活動して行くことを表明している。
2021年8月、RTA in JAPANにおいて同時接続18万人を超えた「リングフィットアドベンチャーRTA」の実況を担当し、個人名でのTwitterトレンド入りを果たす。
2022年5月に株式会社Gamchew（ガムチュー）を設立、代表取締役に就任。
2022年8月に任天堂スプラトゥーン２の番組『初塗り家族の挑戦』にて同ゲームの総プレイ時間が5000時間以上、ウデマエがオールXであることが明かされた。

## 人物
- 趣味はアニメ鑑賞、ゲーム[10]。ゲームソフト『ロックマンDASH 鋼の冒険心』に登場するキャラクターのトロン・ボーンが初恋の相手だった[11][12]。テレビ東京の先輩である相内優香からは「アナウンサー界で一番のオタク」と評されている[13]。
- AT-Xの番組「裏アニメ」では津田健次郎が演じる所長の助手、という役割を持っている。
- 大型二輪免許を所持しており、バイクで日本一周を達成している。
- アメリカ留学中、食費を切り詰めすぎて栄養失調になったり、資金が底をついて現地でWEBデザインのアルバイトで凌いでいた。
- 高校時代にバンドを結成しておりVo.を担当していた。なお当該バンドのGt.はアニメソング作詞家のミズノゲンキである。
- 自身のYouTubeチャンネル「アナウンサーたぐちのガチ実況チャンネル」は、2021年12月時点でチャンネル登録者数が約3万人。主にウマ娘 プリティーダービーをはじめとするゲーム実況を行っている。
- 2021年4月から定期的に開催されている「えぺまつり」のMC/実況を担当している。
- オールナイトニッポンにて星野源が2021年最も面白かったコンテンツに「リングフィットアドベンチャーRTA」を挙げた。
- 元TBSテレビアナウンサーの宇内梨沙とは就職活動時代の同期で、宇内がナレーションを務めていたTBSラジオ『プレイステーション presents ライムスター宇多丸とマイゲーム・マイライフ』にもゲスト出演したことがある。宇内は2025年3月にTBSテレビを退職後、同月中にGamchewとの業務提携が決まったが、これは、田口が「自分の活動優先でいいから、一緒にやらない？」と誘ったのがきっかけである。同年5月には宇内とSpotifyのポッドキャスト配信コンテンツ『うない、たぐちの「オタクというには限界です。」』を立ち上げた[14]。

## 出演番組
太字は、2024年12月1日時点で出演中のもの

### Web動画配信
- やべっちスタジアム（DAZN）※進行ナレーション  - 2020年11月29日 -

#### テレビ東京時代
- こちら! リンリン相談室（2015年8月2日 - 8月6日）
- 7スタライブ（2015年7月3日 - 2016年11月4日）
- 寝ちゃダメ勇者（2018年11月15日 - 12月6日）
- 追跡LIVE! Sports ウォッチャー[15]（キャスター） - 2016年4月4日 - 2020年3月29日
- 有吉ぃぃeeeee!そうだ!今からお前んチでゲームしない?
- 勇者ああああ（2018年5月17日、7月19日、11月29日、2019年1月10日）
- L4 YOU!
- ネオスポーツ the documentary!（2015年9月2日、白石小百合の代理出演）
- ワールドビジネスサテライト（2017年2月27日、2月28日（大浜平太郎の代理出演）、9月29日（トレンドたまごコーナー 北村まあさの代理出演）、2018年3月13日（トレンドたまごコーナー 片渕茜の代理出演））
- BSニュース 日経プラス10（サブキャスター、2017年8月18日、2018年8月27日（水原恵理の代理出演））
- ゆうがたサテライト（2017年10月4日、池谷亨の代理出演）

#### フリー転向後
- バトスピリーグ（2022年2月21日 - 、バトルスピリッツ）

- サバイバルクイズシティ ラジオ編（2023年10月3日 - 2024年3月26日、超!A&G+）
- 東西対抗 真夏のオンライン大会（2024年6月29日、8月4日、8月24日、任天堂）
- ガチキング決定戦（2024年10月20日、11月9日、30日、12月7日、21日、任天堂）
- にじホロ交流戦（2025年5月24日、25日、ホロライブ、にじさんじ）